# ناشویل (کامیونیتی)، ویسکانسین
ناشویل (به انگلیسی: Nashville) یک منطقهٔ مسکونی در ایالات متحده آمریکا است که در شهرستان فارست، ویسکانسین واقع شده‌است. ناشویل ۵۱۹٫۰۸ متر بالاتر از سطح دریا واقع شده‌است.